# Окичоби
Окичо́би (англ. Lake Okeechobee) — пресноводное озеро во Флориде.
Площадь зеркала — 1900 км², средняя глубина — всего около 3 м, максимальная глубина — 3,7 м. Объём воды — 5,2 км³. Высота над уровнем моря — 3,74 м. Озеро занимает территории округов Глэйдс, Окичоби, Мартин, Палм-Бич и Хендри. По площади это крупнейшее озеро юга США (десятое в стране) и третье по площади пресноводное озеро, полностью находящееся на территории страны (после озёр Мичиган и Илиамна).
В озеро впадает несколько мелких рек, крупнейшая — Киссимми. Из Окичоби вытекает несколько мелких протоков биосистемы Эверглейдс, к которой озеро и относится. Также на озере находится несколько небольших островов, крупнейший из которых — Кример — заселён. На южном берегу расположен г. Клуистон.